# 姆利尼 (納德沃爾納亞區)
48°41′5″N 24°34′21″E / 48.68472°N 24.57250°E
姆利尼（烏克蘭語：Млини），是烏克蘭的村落，位於該國西部伊萬諾-弗蘭科夫斯克州，由納德沃爾納亞區負責管轄，面積0.88平方公里，2001年人口250，人口密度每平方公里284.1人。